# Martin Poll
Martin Poll (* 24. November 1922 in Manhattan, New York City; † 14. April 2012 ebenda) war ein US-amerikanischer Filmproduzent.

## Leben
Poll studierte an der University of Pennsylvania und machte einen Abschluss im Bereich Wirtschaft. Im Anschluss diente er in der Armee und arbeitete dann für einige Jahre mit seiner Tante, die am Broadway als Produzentin tätig war. Poll begann seine eigene Produzentenlaufbahn in den 1950er Jahren zunächst für das Fernsehen. Als erstes war er als Produzent an einer Flash-Gordon-Serie beteiligt.
Mitte der 1950er Jahre kaufte er in New York City die Biograph Studio, restaurierte diese und eröffnete 1956 mit den Gold Medal Studios eine eigene Produktionsfirma. Diese gehörte zu den größten außerhalb der Filmindustrie in Hollywood. Hier entstanden Filme wie Ein Gesicht in der Menge (1957) und Telefon Butterfield 8 (1960). Zu Beginn der 1960er Jahre verkaufte Poll seine Firma und nahm eine Produzententätigkeit in Hollywood auf. Unter seiner Beteiligung entstanden mehr als ein Dutzend Film- und Fernsehproduktionen, zuletzt trat er 2003 in Erscheinung.
1969 war Poll für den Film Der Löwe im Winter für den Oscar in der Kategorie Bester Film nominiert. Der Film wurde 1970 auch mit einem David di Donatello als Bester ausländischer Film ausgezeichnet.
Poll war verheiratet und Vater zweier leiblicher Söhne. Er und seine Frau adoptierten ein drittes Kind. 

## Filmografie (Auswahl)
- 1962: 40 Millionen suchen einen Mann (Love is a Ball)
- 1964: Sylvia
- 1968: Der Löwe im Winter (The Lion in Winter)
- 1969: Ein Hauch von Sinnlichkeit (The Appointment)
- 1970: Stanley Sweetheart (The Magic Garden of Stanley Sweetheart)
- 1973: Der Mann, der die Katzen tanzen ließ (The Man Who Loved Cat Dancin)
- 1973: Die Nacht der tausend Augen (Night Watch)
- 1976: Der Weg allen Fleisches (The Sailor Who Fell from Grace with the Sea)
- 1978: Rendezvous mit Leiche (Somebody Killed Her Husband)
- 1981: Nachtfalken (Nighthawks)
- 1985: König Artus (Arthur the King)